# Stenalia peyerimhoffi
Stenalia peyerimhoffi là một loài bọ cánh cứng trong họ Mordellidae. Loài này được Chobaut miêu tả khoa học năm 1924.